# Искрена
Искрена је трећи студијски албум српске поп певачице Јелене Томашевић. Издат је 8. маја 2024, као самиздат, на јутјуб каналу певачице. На албуму се налази седам нових песама, као и пет синглова који су издати раније.

## Списак песама
| №   | Назив               | Текст                            | Музика                 | Трајање |  |
| 1.  | Искрена             | Маја Сар                         | Маја Сар               | 3:43    |  |
| 2.  | Руке друге жене     | Маја Сар                         | Маја Сар               | 3:26    |  |
| 3.  | Постеља од ириса    | Нермин Пушкар                    | Нермин Пушкар          | 4:31    |  |
| 4.  | За дивно чудо       | Мирјана Девић, Сергеј Ћетковић   | Сергеј Ћетковић        | 4:13    |  |
| 5.  | Нема те             | Јелена Томашевић                 | Бранко Копривица       | 3:19    |  |
| 6.  | Веруј ми да верујем | Александра Милутиновић           | Александра Милутиновић | 4:02    |  |
| 7.  | Сунцокрет           | Александра Милутиновић           | Александра Милутиновић | 4:21    |  |
| 8.  | Рано моја мила      | Горан Ковачић                    | Горан Ковачић          | 4:18    |  |
| 9.  | Дирај ми усне       | Горан Ковачић                    | Дарко Димитров         | 3:21    |  |
| 10. | Све испочетка       | Леонтина Вукомановић             | Леонтина               | 2:47    |  |
| 11. | Не жалим            | Владимир Даниловић (текстописац) | Дарко Димитров         | 3:12    |  |
| 12. | Добро јутро љубави  | Амил Лојо                        | Амил Лојо              | 3:46    |  |